# Ministério dos Assuntos Sociais (Suécia)
| Ministério dos Assuntos Sociais Socialdepartementet        |                                          |
| Fredsgatan 8, 103 33 Stockholm www.sweden.gov.se/sb/d/2061 |                                          |
| Criação                                                    | 1920                                     |
| Atual ministro                                             | Jakob Forssmed Partido Democrata-Cristão |

O Ministério dos Assuntos Sociais (em sueco: Socialdepartementet) é responsável pela execução das políticas concernentes ao bem-estar da população, com enfoque na saúde pública, na assistência médica e na assistência à terceira idade. 
É dirigido pelo Ministro dos Assuntos Sociais (Socialminister) e alberga ainda o Ministro da Saúde (Sjukvårdsminister), o Ministro dos Serviços Sociais (Socialtjänstminister) e o Ministro da Terceira Idade e dos Seguros Sociais (Socialförsäkringsminister).

Cerca de 200 pessoas trabalham no Ministério dos Assuntos Sociais, das quais 20 são nomeadas politicamente.

## Ministros do Ministério dos Assuntos Sociais
O Ministério dos Assuntos Sociais alberga 4 ministros.

- Ministro dos Assuntos Sociais (Socialminister)
- Ministro da Saúde (Sjukvårdsminister)
- Ministro dos Servicos Sociais (Socialtjänstminister)
- Ministro da Terceira Idade e dos Seguros Sociais (Socialförsäkringsminister)

## Agências Governamentaisdo Ministério dos Assuntos Sociais
O Ministério dos Assuntos Sociais da Suécia tutela, entre outros, os seguintes órgãos e departamentos: 
- Agência Nacional da Segurança Social (Försäkringskassan)
- Provedor Nacional das Crianças (Barnombudsmannen)
- Agência Nacional dos Medicamentos (Läkemedelsverket)
- Autoridade Nacional das Pensões e Reformas (Premiepensionsmyndigheten)
- Instituto Nacional das Doenças Contagiosas (Smittskyddsinstitutet)
- Direção-Geral da Saúde e Segurança Social (Socialstyrelsen)

## Monopólios estatais
O Ministério dos Assuntos Sociais da Suécia tutela, entre outros, os seguintes monopólios estatais: 
- Empresa estatal de lojas de bebidas alcoólicas (Systembolaget)